# Rymosia
Rymosia är ett släkte av tvåvingar som beskrevs av Johannes Winnertz 1863. Rymosia ingår i familjen svampmyggor.

## Dottertaxa tillRymosia, i alfabetisk ordning[1][2]
- Rymosia acta
- Rymosia affinis
- Rymosia airosai
- Rymosia akeleyi
- Rymosia albolateralis
- Rymosia armata
- Rymosia azorensis
- Rymosia balachowskyi
- Rymosia batava
- Rymosia beaucournui
- Rymosia beckeri
- Rymosia bifida
- Rymosia britteni
- Rymosia caucasica
- Rymosia cinerea
- Rymosia coheri
- Rymosia connexa
- Rymosia cottii
- Rymosia coulsoni
- Rymosia cretensis
- Rymosia damascenoi
- Rymosia dietrichi
- Rymosia diffissa
- Rymosia domestica
- Rymosia elliptica
- Rymosia exornata
- Rymosia faceta
- Rymosia fasciata
- Rymosia filipes
- Rymosia fosteri
- Rymosia fraudatrix
- Rymosia frenata
- Rymosia guttata
- Rymosia imitator
- Rymosia inflata
- Rymosia intorta
- Rymosia istrae
- Rymosia labyrinthos
- Rymosia lacki
- Rymosia laminosa
- Rymosia latiloba
- Rymosia lauricola
- Rymosia lundstroemi
- Rymosia madernsis
- Rymosia marionae
- Rymosia matilei
- Rymosia meniscoidea
- Rymosia msingiensis
- Rymosia orientalis
- Rymosia paraensis
- Rymosia parvicauda
- Rymosia pectinacea
- Rymosia pectinata
- Rymosia pediformis
- Rymosia persica
- Rymosia pilosa
- Rymosia pinnata
- Rymosia placiada
- Rymosia placida
- Rymosia plumosa
- Rymosia prolixa
- Rymosia pseudobifida
- Rymosia pseudocretensis
- Rymosia retusa
- Rymosia sagulata
- Rymosia sakhalinensis
- Rymosia santosi
- Rymosia scopulosa
- Rymosia seminigra
- Rymosia sericea
- Rymosia serripes
- Rymosia setiger
- Rymosia signatipes
- Rymosia speyae
- Rymosia spinicauda
- Rymosia spiniforceps
- Rymosia spinipes
- Rymosia tenuivittata
- Rymosia thorneae
- Rymosia tiefii
- Rymosia tolleti
- Rymosia triangularis
- Rymosia tristis
- Rymosia winnertzi
- Rymosia virens
- Rymosia worontzowi